# A kagylósrákok szaporodása
A kagylósrákok ivarosan szaporodnak, de akad példa szűznemzésre is (parthenogenezis). A nemek mindig különváltak, de a hím hiányozhat. Egyes fajok kizárólag szűznemzés során szaporodnak, mások kizárólag ivarosan, de mindkét szaporodási mód is előfordulhat egyazon fajon belül. Vannak formák, amelyek csak időlegesen szaporodnak szűznemzéssel.
Egyes fajok azonban elterjedési területtől függően változtatják szaporodási módjukat. Például az Erpetocypris reptans faj esetében Észak-Amerika területén hím és nőstény egyedekkel is találkozunk, Nyugat-Európában viszont csak nőstényekkel. Kutatások során kimutatták, hogy nem lépnek fel morfológiai különbségek a szaporodás típusának változása során. Ivarosan szaporodó fajok esetében azonban tény, hogy a nőstények száma mindig túlhaladja a hímekét.
A legtöbb kagylósrák a petéit a carapaxon kívül rakja le. Csak kevés forma (Cytherella, Xestoleberidina stb.) hordozzák a petéiket és a kezdeti állapotban levő lárvákat a carapax hátsó részében. A peterakás megfigyelése nagyon nehéz.
Eddigi kutatások alapján kimutatták, hogy a második és harmadik pár torláb segédkezik a peték carapaxon kívülre juttatásában a hasi (ventralis) perem közepéhez közel. A peték lerakásának a helyét a nőstény választja ki a víz oxigéntartalmának függvényében. Általában oxigénben gazdag területeket részesítenek előnyben; egyes esetekben a petéket a vízszint felé rakják le. A petéket egyenként rakja le. Egy peterakáskor akár hatvan petét is lerakhat. Az első és utolsó pete lerakása közötti időintervallum fajonként változik, elérheti a 35 napot is. Ezalatt az idő alatt a korábbi peték már kikelnek és az állat felnőtt állapotba kerül. A peterakás egész év során tart, a túlélési arány azonban a tavaszi és nyári hónapok idején nagyobb.
A kagylósrák-pete kialakulása változó időintervallumok alatt megy végbe. Főleg a szárazság befolyásolja. A szárazsággal szembeni ellenállóképesség a kitines falon belül található vizes oldaltoknak köszönhető. A petében található nagy mennyiségű folyadék emeli a túlélési arányt. A hőmérséklet is befolyásolja a peték növekedését: nagyon ellenállóak a hideggel szemben, a melegben viszont hamar kikelnek.

## Ivarszervek
A kagylósrákok általában váltivarúak. Mindkét nemnek páros ivarszervei vannak, melyek részben a testen belül, részben a testen kívül helyezkednek el.

### Nőstények
A külső ivarszervek két vaginális nyílásból állnak, amelyeknek pereme erős kitines anyagú. A torlábak mögött, a furcák előtt helyezkednek el. A test hasi része ezen a tájékon duzzadt. Egyes fajoknál ez erőteljesebb és ellipszoid alakot ölt. Ezeket genitális lobáknak nevezik és funkciójuk a kopuláció megkönnyítésében van. A Candonidaek számos fajánál ezek a lobák hátrafelé irányulnak és fontos rendszertani bélyegek. A vaginális nyílások mögött, rögtön a furcák előtt két hosszú nyílást találunk, ezek az méhnyílások, amelyeken keresztül az állat petéit lerakja.
A belső ivarszervek a páros petefészek, petevezetékek. A páros petefészkek a gyomor két oldalán helyezkednek el. Számos Cyprididaenél cső-alakúak és benyúlnak a külső és belső lemez közé. A lezárt, kanyargós vége a teknő hátsó-hasi van. Onnan a petefészek rézsútosan előre halad, párhuzamosan a hasonlóan cső-szerű májjal, majd mint petevezeték belép a tulajdonképpeni testbe a záróizmok mellett. Élő formáknál a petefészket könnyen észre lehet vezetni a teknők belsejében és a külső lemez gyakorta viseli nyomaikat. A Cytheridaeknél a petefészkek végig a tulajdonképpeni testben maradnak, csak ritka esetben lépnek be a teknőkbe (Loxoconcha). A peték a petevezetékben gyűlnek össze, néha igen nagy számban. Sok esetben a petevezetékek kitöltik a carapax teljes hátulsó részét és a sötétszürke, sárga vagy vöröses peték kitűnnek belőle. Minden petevezeték egy körte alakú kitines csatornán keresztül a herezacskókhoz kötődik. A Cytheridaeknél ez egy rövid cső, azonban a Cyprididaek és Bairdiidaek esetében egy felcsavarodott hosszú cső, amit spirális csatornának neveznek. Minden petevezeték egy méhnyílásban ér véget, míg a herezacskók egy cső által a vaginális nyílásokkal vannak kapcsolatban.

### Hímek
A hím kagylósrák külső ivarszervei általában erősen kitines, komplex párzószervekből állanak a harmadik pár torláb között. A Conchoeciidaeknél (Myodocopida) csupán egy párzószervük van, de az összes többi családnál kettő. Ezeket változó alakú komplex kitines struktúra veszi körül, melynek működése ma sem teljesen ismert. Egyes részei valószínűleg a nőstény kopuláció közbeni megtartására szolgálnak . A Cytheridea-félék ivarszerve kevésbé bonyolult, mint a Cyprid-féléknél, ellenben kitinesebb. Az ivarszerv nagyon változó családon, alcsaládon, nem, sőt faj szinten is, ezért az egyik legfontosabb taxonómiai jelleg. Az ivarszerv mérete szintén változó és gyakran megnőhet akkorára is, hogy betölti a carapax hátulsó részét. Ebből kifolyólag a legtöbb kagylósrák hím egyedének teknői hosszabbak, mint a nőstényéé.
A test belsejében a kapcsolatot a külső párzószerv és belső herék között egy bonyolult vezetékrendszer biztosítja, a vas deferens. A Cyprididaeknél ezeknek a vége egy külön szervvé alakult át, amit ductus ejaculatoris-nak neveznek. Ez egy kitin anyagú csőből áll, amely kitines gyűrűket tartalmaz és erős izomzatot. Hosszanti irányban összehúzható. Szerepe a spermium továbbításában van a párzószerv felé. A ductus ejaculatorius hossza és alakja a Cyprididaek családján belül nagyon változó és egy nagyon fontos taxonómiai jelleg a biológusok számára. Más kagylósrák családoknál hiányzik.
A herék mérete és alakja is változik családokként. Néhol kerekdedek, néhol szögletesek (Bairdiidae), a Cypridaeknél pedig csőszerűek. Akár a tulajdonképpeni testben (Cytheridae, Bairdiidae), akár a teknőkben (legtöbb Cyprididae) is elhelyezkedhetnek. A Cyprididaek heréje négy csőből áll, amelyek általában nagyon megnyúltak a spermium méretei miatt, így gyakran erősen felcsavarodottak (Pontocypridinae).

### Ivari kétalakúság
A meszes teknőn fellépő tulajdonságok mellett számos olyan tulajdonsággal találkozunk a kagylósrákok lágytestfelépítésében, amelyek az ivari kétalakúságra utalnak. Ezek közül a legfontosabbak:
- az antennák exopoditja egyes hím Cyprididaeknél jobban alkalmazkodott az úszáshoz, a nőstényeknél viszont inkább az ásáshoz alkalmazkodott (Philomedes, Sarsiella)
- az „úszó serték” egyes hím Cyprididaek antennáján jobban fejlettek; az utolsó előtti podomérje az endopoditnak egyes Candonidaeknél továbbtagolt; egyes nőstény Cypridinidaek furcája ásásra alkalmas karmokkal van felszerelve.
- egyes Asterope és Philomedes hím egyedeinek páros szeme nagyobb, mint a nőstényeké
- a kefe-szerű szerv csak egyes hím Cytheridaeknél, Cytherelliidaeknél és Bairdiidaeknél van jelen; nőstény egyedeknél csak a Cypridinánál ismert
- a hím Philomedes és Sarsiella mandibulái, maxillái és első torlábai többé-kevésbé kezdetlegesek és nem alkalmasak táplálkozásra
- a legfeltűnőbb másodlagos ivari kétalakúság a lágytestben az első torlábpár átalakulása az összes hím Cypridinaenél. Az endopodit tapogató a három podomér összenövése során átalakul egy horog-szerű apparátussá, rugalmasan csatlakozva a protopodithoz. Ennek segítségével a nőstény egyedet tartja kopuláció közben. Sok esetben az átalakulás aszimmetrikus, ami a jobb illetve bal első torlábat illeti.
- a torlábak karakterisztikus átalakulása egyes Cytheridaeéknél is végbemegy. Itt általában csak a jobb torláb alakul át. A család édesvízi rokonainál (Limnocythere, Metacypris) az átalakulás alacsonyabb fokú, de nagyon kihangsúlyozott a legtöbb Cytherideinaenél (Cyprideis, Cytheridea) és a Cytherettánál.
- egyes Candona és Cyprois fajoknál a furca görbülete nagyon eltérő a hím és nőstény egyedek között. A Podocopida nőstényeknél léteznek az ún. subdermális sejtek. Ezek színes sejtek a teknők és a test felületén szétszórva, funkciójuk még nem ismert. Hímeknél még nem találtak.

## Lárvaállapotok
A kagylósrákok növekedése nem folytonos. Amikor az állat teste túlnövi a merev vázat, vedlik, azaz megszabadul a carapaxától és újat épít magának. A legtöbb kagylósrák növekedése során nyolc lárvaállapoton megy keresztül, mielőtt felnőtt stádiumába érkezne. Nagyon valószínű, hogy a paleozoikum kagylósrákjai is hasonlóképpen növekedtek.
A lárvaállapotoknak nincs nagy jelentősége a rétegtani és ökológiai tanulmányokban, sőt a taxonómiában és nevezéktanban sem fontos a lárvaállapotok és a felnőtt kagylósrákok carapaxa között különbséget tenni. A lárvaállapotok azonban sokszor nevezék- és rendszertani bizonytalanságokat okoztak és új fajok sőt nemek megjelenéséhez vezettek.
A recens kagylósrákok vizsgálata során egy üledékrétegben szinte mind a nyolc lárvaállapota fellelhető egyazon fajnak. A fosszilis anyag esetében azonban más a helyzet; a korai állapotok vagy máshol rakódtak le vagy nem fosszilizálódtak a teknők nagyfokú törékenysége miatt, vagy pedig elvesztek a rostálás során. Mindezek ellenére számos lerakodásban azonban megtalálhatók úgy a felnőtt, mint a juvenilis formák carapaxai. A meghatározásuk nem könnyű feladat. A teknők morfológiájának egyes változásai alapján azonban a két csoport elkülöníthető. Ezen tulajdonságok az alábbiak:
(a) Méret: miután az állat levedli régi carapaxát, a felnőtt állat carapaxa nagyobb a lárvaállapotokénál. Ennek ellenére azonban a méret még nem engedi meg a lárvaállapotok elhatárolását, de meghatározható, hogy a teknőknek léteztek-e vagy sem lárvaállapotai. Egyes kutatók szerint matematikai összefüggés létezik a különböző lárvaállapotok carapaxának mérete között. Erre azonban nincs elégséges bizonyíték.
(b) Alak.: az első lárvaállapot (nauplius) carapaxa mindig tojásdad alakú. A középső stádiumokban általában háromszögletes alakot találunk. A legmagasabb része a carapaxnak az eleje, a ventralis oldal konvex marad. A későbbi lárvaállapotokban a carapax fokozatosan felveszi a felnőtt állapot alakját. Ennek a folyamatnak a lefolyása fajonként változik, azonban a hetedik és nyolcadik lárvaállapot carapaxa már nagyon hasonlít a felnőtt állatéra. A szélesség és hosszúság aránya is megközelíti a felnőtt állat carapaxáét.
(c) A teknők konzisztenciája: a kiválasztott meszes réteg vastagsága stádiumonként változik. A korai lárvaállapotok esetében a teknők nagyon vékonyak, később a meszesedés azonban erőteljesebbé válik. Egyetlen lárvaállapot teknőjének a vastagsága sem éri el a felnőtt teknőjének a vastagságát.
(d) Díszítettség: már a kezdeti lárvaállapotokban megjelenik a díszítés, azonban ez a felnőtt stádiumban éri el a legmagasabb fejlettségi fokát. A lárvaállapotok díszítettsége eltérhet a felnőttétől. Előbb mindig az elsődleges díszítések alakulnak ki. Előfordulhat, hogy a lárvaállapotok olyan proeminens díszítettséggel rendelkeznek, amely a felnőtt stádiumban eltűnik, ez alapján a felnőtt carapaxát díszítetlenebbnek lehet minősíteni (Basslerites, Cytheretta, Thalmannia stb.). Néha egy jól-fejlett pontozottság is kialakulhat a lárvaállapotok során, amely nem található meg a felnőtt állapotban (Bairdia). A szivacs-szerű díszítés azonban csak a felnőtt állapot során alakul ki a maga teljességében.
(e) Oldalnyúlványok, sulcus: ezek közül a genotipikus eredetűek már a korai lárvaállapotokban kialakulnak. A fejlettségi szintjük azonban még nem előrehaladott, mint a felnőtt egyedeké. Hasonló elem az Ilyocypris sulcusa, illetve a Pterygocythereis szárny-szerű nyúlványai. A hasi dudorok kevésbé kihangsúlyozottak a lárvaállapotok során. Fenotipikus eredetű protuberanciák találhatók úgy a lárva, mint a felnőtt állapotokban. A víz sótartalmának csökkenése következtében megjelenő üreges tuberkulák (Cyprideis, Cytheridea, Cytehrissa stb.) gyakoribbak a lárvaállapotokban, mint a felnőttben.
(f) Izom- és más benyomatok: az izombenyomatok csak az utolsó két lárva stádiumban jelentkeznek. Valószínű, hogy a fajra jellemző izombenyomat a felnőtt stádium során alakul ki. A nemi szervek nyomait is csak a hetedik és nyolcadik stádiumban fedezhetjük fel. A legtöbb Cyprididae esetében ezek halvány benyomatot hagynak a lárvák teknőjének az oldalán. A nemi szervek azonban csak a felnőtt stádiumban alakulnak ki.
(g) Belső lemez: ennek a szerkezete alapján lehet elkülöníteni a lárva és felnőtt stádiumokat. A kezdeti lárvaállapotok belső lemezének elmeszesedett része nagyon keskeny és nagyon nehezen észrevehető. A későbbi fejlődési stádiumok során ennek szélessége fokozatosan nő és a teljes szerkezet csak a felnőtt állapotban alakul ki. Az összes lárvaállapot során a peremi öv keskeny marad és a belső lemez nagy része szabad (főleg elülső és hátulsó részeken, néha ventrálisan is). A juvenilis teknők szegélye, amennyiben elmeszesedett a külső peremhez közel helyezkedik el és csak a későbbi stádiumok során vándorol befelé.Azokat a formák lárvaállapotait, ahol a belső lemez a felnőtt állapot során sem nő össze teljesen nehéz elhatárolni (Xestoleberis). Az összenövési vonal iránya nagyban függ a belső lemez összenövésétől. Éppen ezért a juvenilis állapotokban nagyon közel fut a külső peremhez, többnyire ezzel párhuzamosan.
(h) Póruscsatornák: a lárvák marginális zónája mindig keskeny marad. A marginális póruscsatornák száma és típusa lárvaállapotokként változik. Általában a marginális póruscsatornák nehezen figyelhetők meg a korai lárvaállapotokban, sőt a későbbiekben is számuk kevesebb, mint felnőtt korukban. Szinte az összes forma esetében egyenesek és egyszerűek. Az elágazó csatornákat csak a felnőtt Cytherid nemeknél figyelték meg. Ugyanez vonatkozik a pszeudomarginális póruscsatornákra. A legtöbb lárvaállapotban a pórusok száma arányosan redukált. Úgy tűnik, a szita-szerű póruscsatornák nem kizárólag a felnőtt stádiumra jellemzőek, hanem már a hetedik–nyolcadik állapotra is.
(i) Zárosperem: a legtöbb amphidont típusú zárszerkezettel rendelkező kagylósrák esetében a zárosperem az, amelyik biztosítja a lárvaállapotok elkülönítését. Az amphidont zárszerkezet csak a felnőtt kagylósrák teknőiben alakul ki. A korai stádiumokban merodont (lophodont) vagy esetleg adont, míg a kései lárvaállapotokban merodont típusú a zárosperem. Ez a szabály azonban csak a felnőtt stádiumban amphidont zárszerkezettel rendelkező kagylósrákokra érvényes. De elmondható, hogy az összes amphidont zárszerkeszetű kagylósrák felnőtt stádiumbeli.
(j) Ivari kétalakúság: Nincs jelen a lárvaállapotokban.
Mint a fent említettekből kitűnik, a lárvaállapotok aspektusa eltérhet a felnőttétől, azonban a legtöbb csoport esetében nem jelent nagyobb gondot elhatárolásuk.